# Ingrid Nilsen
Ingrid Nilsen (Rowland Heights, California; 2 de febrero de 1989) es una celebridad de internet estadounidense.

## Carrera
Ingrid Nilsen creó el canal de YouTube Missglamorazzi (hoy en día llamado Ingrid Nilsen) el 23 de octubre de 2009, con el objetivo de compartir su sentimiento de confianza con otras personas y empujarse a sí misma para vencer su miedo a hablar en público. Se propuso hacer algo, y la creación de un canal de YouTube cayó debajo aquella categoría para ella. En sus vídeos cubre temas como moda, estilo de vida y maquillaje. Su canal cuenta con casi 4 millones de suscriptores a la fecha.
Nilsen también tiene un segundo canal en YouTube llamado TheGridMonster al cual sube sus vlogs y contenido más franco.
A mediados del 2014, Nilsen empezó trabajar con CoverGirl, convirtiéndose en la primera personalidad de YouTube en representar la marca.</ref>
A finales del 2014, Nilsen fue convocada como juez en el reality show Project Runway: Threads.</ref> Durante los años 2014 y 2015, Nilsen estuvo nominada en los Teen Choice Awards en la categoría Choice Web Star: Fashion/Beauty.</ref>
El 15 de enero de 2016, Nilsen entrevistó a Barack Obama en una transmisión en vivo realizada en la Casa Blanca. Planteó preguntas sobre el futuro del terrorismo en los Estados Unidos, los impuestos sobre los productos de higiene femenina y la discriminación contra las personas LGBT. Nilsen también le pidió a Obama que compartiera una historia que había detrás de un objeto de importancia personal durante la entrevista, a lo cual Obama mostró una serie de pequeños tótems, indicando que cada uno le recuerda "a todas las personas diferentes que conoció en el camino".
En marzo del 2016, Nilsen fue nombrada una de las Embajadoras de Cambio de las Naciones Unidas para la organización intergubernamental junto con otras seis creadoras de YouTube.Los Embajadores de Cambio de las Naciones Unidas se centraron en la lucha mundial por la igualdad de género, uno de los 17 Objetivos de Desarrollo Sostenible de la ONU establecidos ese año.</ref>
A mediados de 2016, Nilsen fue nombrada una de las listas de innovadores y visionarios de SuperSoul100, Oprah Winfrey y OWN alineados en una misión para hacer avanzar a la humanidad.
En julio de 2016, Nilsen, Do Something y U de Kotex lanzaron Power To The Period, la primera campaña de productos de todo el país. La campaña alentó a los participantes a ejecutar unidades de productos para tampones, almohadillas y protectores de panty cerrados que luego fueron donados a refugios locales para personas sin hogar. A partir de septiembre de 2016, Power to the Period había donado casi 240,000 productos de época.
En octubre de 2016, Nilsen fue incluida en la lista OUT100 de la revista OUT.
El 4 de diciembre de 2016, The Trevor Project otorgó a Nilsen el premio Trevor Digital Innovator Award. "Con una poderosa presencia social, Ingrid ha utilizado la tecnología para mejorar y ha creado una plataforma y una voz para abogar por la igualdad", dijo Abbe Land, directora ejecutiva y directora general de The Trevor Project. "Ella es un modelo a seguir de su generación y verdaderamente es un faro de esperanza. Continúa traspasando los límites y cree en la misión de The Trevor Project, lo que la hace perfecta para el premio ".
En febrero de 2017, bareMinerals, propiedad de Nilsen y Shiseido, anunció una asociación y Nilsen se convirtió en el rostro de las dos fundaciones más vendidas de la marca. La asociación fue una de las mayores ofertas entre la marca de belleza y el influencer hasta la fecha.

## Vida personal
Ingrid es de ascendencia noruega por parte de su padre y tailandesa por parte de su madre. El 9 de junio de 2015 Nilsen salió del clóset como lesbiana mediante un video publicado en su canal YouTube, que hoy cuenta con más de 17 millones de visualizaciones.
Desde septiembre de 2015 hasta enero de 2016, Nilsen tuvo una relación amorosa con la YouTuber Hannah Hart.

## Premios y nombramientos
| Año  | Nominado                            | Premio                                                                                  | Resultado |
| ---- | ----------------------------------- | --------------------------------------------------------------------------------------- | --------- |
| 2014 | Premios de Elección del adolescente | Premio de Elección del adolescente para Estrella de Web de la Elección: Belleza/de Moda | Nominada  |
| 2014 | Streamy Premio                      | 2014 Streamy Otorga Programa de Belleza Mejor                                           | Ganadora  |
| 2015 | Premios de Elección del adolescente | Premio de Elección del adolescente para Estrella de Web de la Elección: Belleza/de Moda | Nominada  |
| 2015 | Streamy Premio                      | 2015 Streamy Otorga Programa de Belleza Mejor                                           | Nominada  |